# 托馬斯·漢普遜

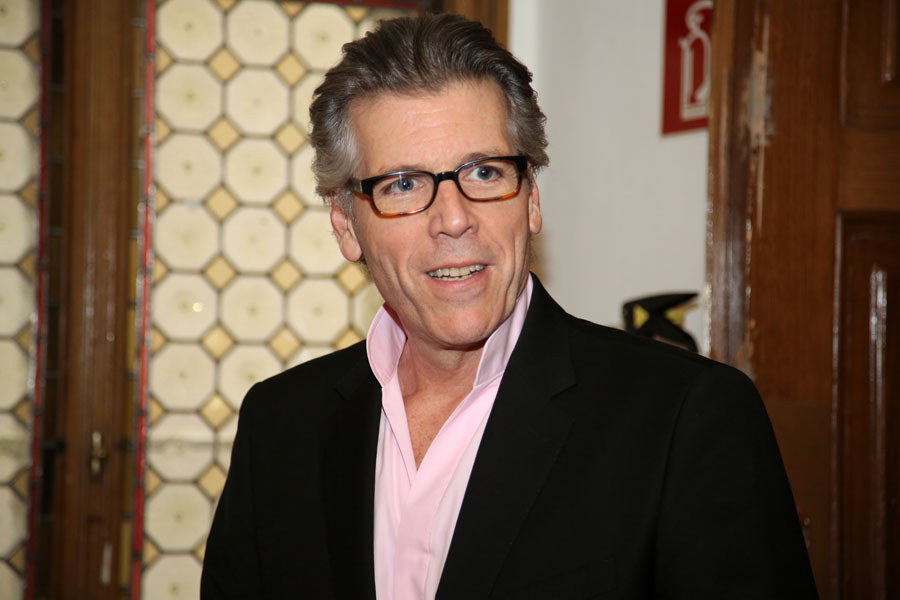
漢普遜，2014年6月

托馬斯·沃爾特·漢普遜（Thomas Walter Hampson，1955年6月28日—），有美國首席男中音歌劇唱家之譽，也是著名的德語藝術歌曲演繹者。